# Maria Felicia Orsini

Stemma Orsini

Maria Felicia Orsini, talvolta indicata come Maria Felicita o Maria Felice, o in francese come Marie-Félicie des Ursins (Firenze, 10 novembre 1599 – Moulins, 5 giugno 1666), duchessa di Montmorency, era figlia del principe Virginio Orsini e di Flavia Damasceni Peretti, quindi bisnipote del granduca Cosimo I de' Medici.

## Biografia
Nata a Palazzo Pitti a Firenze, crebbe nei suoi primi anni di vita nella raffinata corte dei Medici coi quali era imparentata (suo avo era il celebre Cosimo de' Medici, fondatore della fortuna della casata stessa).
Nel 1612, grazie anche ai buoni uffici della regina Maria de' Medici, fu data in sposa al duca Enrico II di Montmorency, governatore della Linguadoca e potente feudatario francese. Dal matrimonio non nacquero figli.
Saggia e pia, si dedicò alle opere caritatevoli e visse prevalentemente al Castello di Chantilly, scegliendo però di risiedere in un cottage ("Casa di Sylvie") nel parco per rifuggire la sontuosità del palazzo 
principale. 
Dopo la morte del marito, decapitato per tradimento il 30 ottobre 1632, la duchessa di Montmorency si ritirò permanentemente nel Convento della Visitazione a Moulins-sur-Allier, dove morì nel 1666. 
La sua vita ispirata unita alla tenerezza ed alla forza nel suo carattere, le fecero guadagnare l'ammirazione dei contemporanei e la fama presso molti poeti. Fu questo il caso di Théophile de Viau che le diede il soprannome di "Sylvie" in riferimento al suo amore per i boschi. Diede la propria amicizia e protezione al poeta libertino che accolse nel proprio castello. La Silvanire di Jean Mairet è dedicata a lei.

## Ascendenza
|                                              |   |                                            | Genitori                                                               |  |  | Nonni |  |  | Bisnonni                                |  |  | Trisnonni                                     |  |
|                                              |   |                                            |                                                                        |  |  |       |  |  | Girolamo Orsini, V signore di Bracciano |  |  | Gian Giordano Orsini, IX conte di Tagliacozzo |  |
|                                              |   |                                            |                                                                        |  |  |       |  |  | Girolamo Orsini, V signore di Bracciano |  |  | Gian Giordano Orsini, IX conte di Tagliacozzo |  |
|                                              |   | Felice della Rovere                        |                                                                        |  |  |       |  |  | Girolamo Orsini, V signore di Bracciano |  |  |                                               |  |
| Paolo Giordano I Orsini, I duca di Bracciano |   |                                            |                                                                        |  |  |       |  |  | Girolamo Orsini, V signore di Bracciano |  |  |                                               |  |
|                                              |   | Francesca Sforza di Santa Fiora            | Bosio II Sforza, XI conte di Santa Fiora                               |  |  |       |  |  |                                         |  |  |                                               |  |
|                                              |   | Francesca Sforza di Santa Fiora            | Bosio II Sforza, XI conte di Santa Fiora                               |  |  |       |  |  |                                         |  |  |                                               |  |
|                                              |   | Francesca Sforza di Santa Fiora            | Costanza Farnese                                                       |  |  |       |  |  |                                         |  |  |                                               |  |
| Virginio Orsini, II duca di Bracciano        |   | Francesca Sforza di Santa Fiora            |                                                                        |  |  |       |  |  |                                         |  |  |                                               |  |
|                                              |   | Cosimo I de' Medici, I granduca di Toscana | Ludovico "Giovanni delle Bande Nere" de' Medici                        |  |  |       |  |  |                                         |  |  |                                               |  |
|                                              |   | Cosimo I de' Medici, I granduca di Toscana | Ludovico "Giovanni delle Bande Nere" de' Medici                        |  |  |       |  |  |                                         |  |  |                                               |  |
|                                              |   | Cosimo I de' Medici, I granduca di Toscana | Maria Salviati                                                         |  |  |       |  |  |                                         |  |  |                                               |  |
| Isabella de' Medici                          |   | Cosimo I de' Medici, I granduca di Toscana |                                                                        |  |  |       |  |  |                                         |  |  |                                               |  |
|                                              |   | Leonor Álvarez de Toledo y Osorio          | Pedro Álvarez de Toledo y Zúñiga, V marchese di Villafranca del Bierzo |  |  |       |  |  |                                         |  |  |                                               |  |
|                                              |   | Leonor Álvarez de Toledo y Osorio          | Pedro Álvarez de Toledo y Zúñiga, V marchese di Villafranca del Bierzo |  |  |       |  |  |                                         |  |  |                                               |  |
|                                              |   | Leonor Álvarez de Toledo y Osorio          | María Osorio y Pimentel                                                |  |  |       |  |  |                                         |  |  |                                               |  |
| Maria Felicia Orsini                         |   | Leonor Álvarez de Toledo y Osorio          |                                                                        |  |  |       |  |  |                                         |  |  |                                               |  |
|                                              | … | …                                          |                                                                        |  |  |       |  |  |                                         |  |  |                                               |  |
|                                              | … | …                                          |                                                                        |  |  |       |  |  |                                         |  |  |                                               |  |
|                                              | … | …                                          |                                                                        |  |  |       |  |  |                                         |  |  |                                               |  |
| Fabio Damasceni                              | … |                                            |                                                                        |  |  |       |  |  |                                         |  |  |                                               |  |
|                                              |   | …                                          | …                                                                      |  |  |       |  |  |                                         |  |  |                                               |  |
|                                              |   | …                                          | …                                                                      |  |  |       |  |  |                                         |  |  |                                               |  |
|                                              |   | …                                          | …                                                                      |  |  |       |  |  |                                         |  |  |                                               |  |
| Flavia Damasceni Peretti                     |   | …                                          |                                                                        |  |  |       |  |  |                                         |  |  |                                               |  |
|                                              |   | Giambattista Mignucci                      | Tullio Mignucci                                                        |  |  |       |  |  |                                         |  |  |                                               |  |
|                                              |   | Giambattista Mignucci                      | Tullio Mignucci                                                        |  |  |       |  |  |                                         |  |  |                                               |  |
|                                              |   | Giambattista Mignucci                      | …                                                                      |  |  |       |  |  |                                         |  |  |                                               |  |
| Maria Felice Mignucci Peretti                |   | Giambattista Mignucci                      |                                                                        |  |  |       |  |  |                                         |  |  |                                               |  |
|                                              |   | Camilla Peretti, marchesa di Venafro       | Francesco Piergentile "Peretto di Montalto"                            |  |  |       |  |  |                                         |  |  |                                               |  |
|                                              |   | Camilla Peretti, marchesa di Venafro       | Francesco Piergentile "Peretto di Montalto"                            |  |  |       |  |  |                                         |  |  |                                               |  |
|                                              |   | Camilla Peretti, marchesa di Venafro       | Mariana Ricucci                                                        |  |  |       |  |  |                                         |  |  |                                               |  |
|                                              |   | Camilla Peretti, marchesa di Venafro       |                                                                        |  |  |       |  |  |                                         |  |  |                                               |  |